# Courgains
Courgains ist eine französische Gemeinde mit 585 Einwohnern (Stand: 1. Januar 2022) im Département Sarthe in der Region Pays de la Loire; sie gehört zum Arrondissement Mamers und zum Kanton Mamers (bis 2015: Kanton Marolles-les-Braults). Die Einwohner werden Courgannais genannt.

## Geographie
Courgains liegt etwa 37 Kilometer nordnordöstlich von Le Mans. An der südwestlichen Gemeindegrenze verläuft das Flüsschen Bandelée (auch Gandelée genannt). Umgeben wird Courgains von den Nachbargemeinden Saosnes im Norden, Saint-Calez-en-Saosnois im Nordosten, Monhoudou im Osten, Marolles-les-Braults im Süden und Südosten, Dangeul im Süden und Südwesten, Thoigné im Westen sowie Les Mées im Nordwesten.

## Bevölkerungsentwicklung
| 1962                      | 1968 | 1975 | 1982 | 1990 | 1999 | 2006 | 2013 |
| ------------------------- | ---- | ---- | ---- | ---- | ---- | ---- | ---- |
| 637                       | 574  | 499  | 512  | 513  | 516  | 595  | 599  |
| Quelle: Cassini und INSEE |      |      |      |      |      |      |      |

## Sehenswürdigkeiten
- Kirche Saint-Pierre-et-Saint-Paul aus dem 12. Jahrhundert